# 大房養次郎
大房 養次郎（おおぶさ ようじろう、1918年（大正7年）3月31日 - ？）は、大日本帝国陸軍の軍人、戦闘機操縦者でエース・パイロット。最終階級は陸軍准尉。

## 経歴
1918年（大正7年）3月31日、宮城県に生まれる。1938年（昭和13年）12月、野砲兵第2連隊に入営した。ノモンハン事件では砲兵曹長として出征中、航空部隊の活躍を目の当たりにして戦闘機操縦者になることを決意した。大房は航空兵へ転科し、1940年（昭和15年）11月、第20教育飛行連隊へ配属された。
1942年（昭和17年）5月、熊谷陸軍飛行学校戦闘機班第87期生を首席で卒業し、航空総監賞を授与された。第20教育飛行連隊へ復帰して戦闘機戦技訓練を受けたのち、10月に第1野戦補充飛行隊へ転属して錬成訓練を受けた。1943年（昭和18年）1月、ビルマ戦線の飛行第50戦隊第1中隊（一式戦闘機装備）に配属となり、メイクテーラ基地に着任した。そして、ビルマ要地防空、爆撃機掩護、戦闘機単独による進行作戦、対地攻撃、艦船攻撃などに出撃した。
1943年11月24日のメイクテーラ迎撃戦では、アメリカ第7爆撃航空群のB-24重爆撃機の大編隊に戦いを挑み、うち1機を後上方からの連射で撃墜したが、大房機も防御砲火を浴びて炎上、落下傘で降下したものの火傷を負い、41日間の入院加療を余儀なくされた。退院後、大房はインパール作戦を挟んで迎撃戦、進行作戦で次々と戦果を重ね、この間不時着4回を経験するものの、ビルマ航空戦後期における戦隊のトップエースの一人となっていった。
その後、飛行機を受領するためタイのドンムアン飛行場にあった大房は、1944年（昭和19年）11月27日、B-29重爆撃機42機編隊によるバンコク空襲を知ると単機で迎撃に飛び立ち、果敢に敵編隊に挑戦して、一撃でB-29を撃墜した。この大房の殊勲に対して、師団長賞詞が授与された。1945年（昭和20年）1月9日には、アキャブに上陸してきたイギリス海軍艦船への攻撃で、巡洋艦1隻を撃沈するという偉功をあげた。
1945年4月、戦隊はフランス領インドシナのサイゴン、ついでプノンペンへ移駐し、6月には本土決戦のため台湾への転用を命じられた。転用に先立ち、大房のこれまでのビルマ方面航空戦における戦功に対して、6月10日付をもって、第5飛行師団長服部武士中将から表彰状と陸軍武功徽章（乙）が授与された。7月、広東経由で台湾の台中、ついで嘉義へ転進して終戦を迎えた。
大房はビルマ航空戦において、出撃回数256回、不時着4回、総撃墜機数19機（うちP-51型5機、スピットファイア1機、ハリケーン4機、P-47型2機を含む）、不確実撃破21機の戦果をあげた。大房の乗機は一式戦闘機二型、四式戦闘機一型甲で、方向舵には彼の故郷を指す「陸奥」が白字で書かれていた。
戦後、大房は「樋口」に改姓し、郷里の宮城県に住み、防衛庁に奉職し技官などを歴任した。